# Armorial des villes du Guipuscoa
- il comporte peu ou pas de sources.
- il reste des blasons à dessiner dans cet armorial.

Cette page décrit les armoiries (figures et blasonnements) des communes du Guipuscoa. 
- Haut – A
- B
- C
- D
- E
- F
- G
- H
- I
- J
- K
- L
- M
- N
- O
- P
- Q
- R
- S
- T
- U
- V
- W
- X
- Y
- Z

## A
| Image | Nom de la commune et blasonnement |
| ----- | --------------------------------- |
|       | Aduna                             |

## E
| Image | Nom de la commune et blasonnement                                                                                    |
| ----- | --- |
|       | Elgoibar un château en domaine or, et de trois cœurs en domaine bleu avec un morrión en haut en surveillant de face. |

## O
| Image | Nom de la commune et blasonnement |
| ----- | --------------------------------- |
|       | Orexa d'or au coq de gueules.     |